# Élection présidentielle est-timoraise de 2022
L'élection présidentielle est-timoraise de 2022 a lieu les 19 mars et 19 avril 2022 afin d'élire pour cinq ans le président de la République du Timor oriental. 
Le président sortant Francisco Guterres est candidat à un deuxième mandat. Arrivé deuxième au premier tour, il affronte un mois plus tard le candidat du  Congrès national de reconstruction timoraise, José Ramos-Horta. Titulaire en 1996 du prix Nobel de la paix puis président de 2002 à 2007, ce dernier l'emporte au second tour et entame ainsi son second mandat.

## Contexte

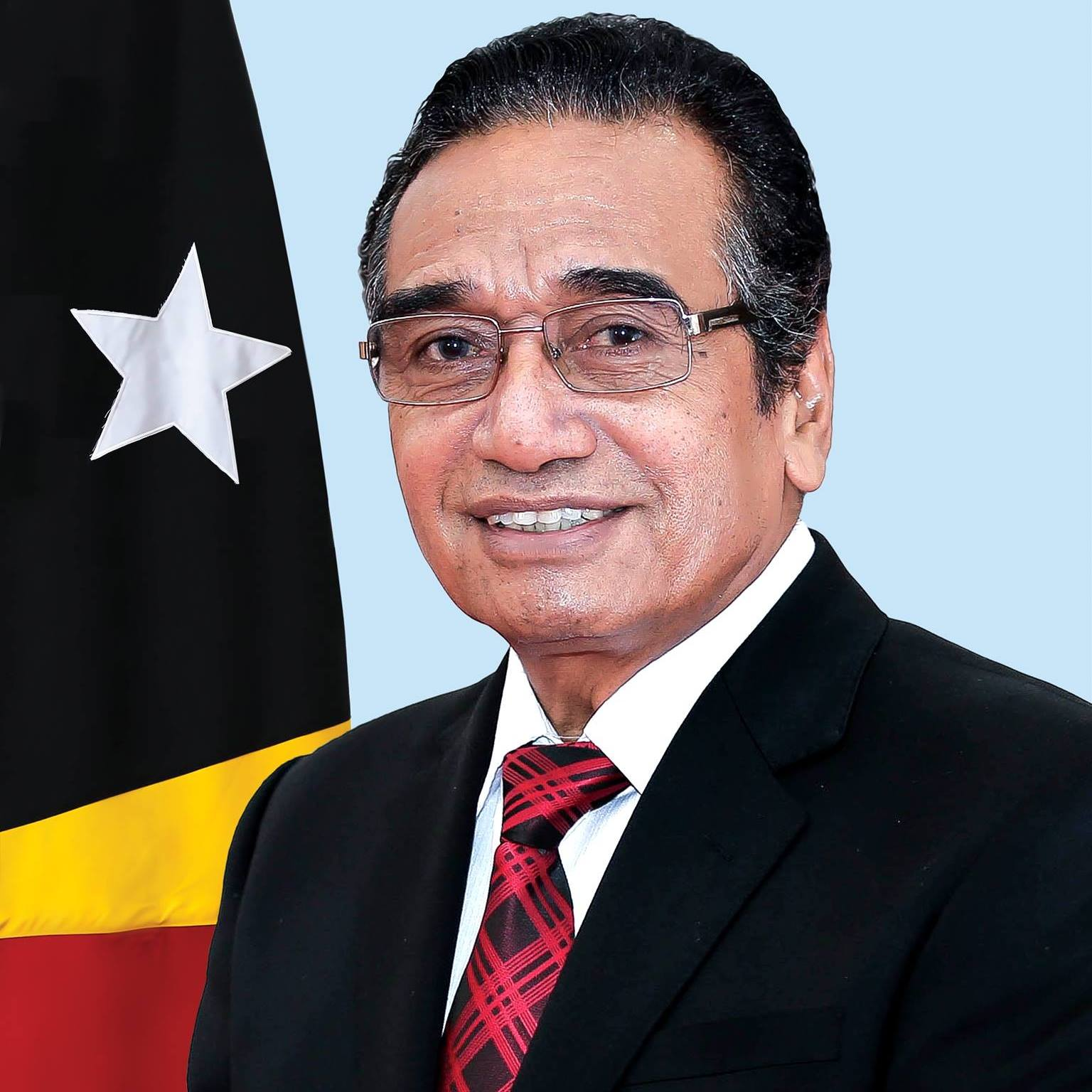
Francisco Guterres

L'élection présidentielle de mars 2017 voit la victoire de 
Francisco Guterres, du Front révolutionnaire pour l'indépendance du Timor oriental (Fretilin). Candidat malheureux aux présidentielles de 2007 et de 2012, Guterres est cette fois ci élu dès le premier tour avec 57 % des voix. Il succède ainsi à l'indépendant Taur Matan Ruak, qui ne se représentait pas.
En juillet de la même année, les élections législatives — les premières depuis la fin des opérations de maintien de la paix des Nations unies en 2012 — sont également remportées par le Fretilin, qui arrive en tête au sein d'un Parlement national sans majorité. Son chef Rui Maria de Araújo conserve un temps le poste de Premier ministre à la tête d'une grande coalition avec le Congrès national de reconstruction timoraise (CNRT), avant que ce dernier ne rejoigne finalement l'opposition, provoquant une mise en minorité du gouvernement qui donne lieu à des législatives anticipées l'année suivante.
Ces dernières ont finalement pour résultats une alternance. L'Alliance pour le changement et le progrès, qui rassemble le Congrès national de reconstruction timoraise (CNRT) et ses alliés, le Parti de libération du peuple (PLP) et le KHUNTO, remporte la majorité absolue des sièges avec près de la moitié des suffrages. Taur Matan Ruak, devenu entretemps dirigeant du PLP,  succède à Mari Alkatiri au poste de Premier ministre. Le Fretilin obtient malgré tout le même nombre de sièges qu'en juillet, malgré un résultat en hausse en termes de suffrages, et conserve ainsi une minorité de blocage empêchant le nouveau gouvernement de passer outre d'éventuels veto de la part de Francisco Guterres à la majorité qualifiée des deux tiers. Le veto présidentiel est de fait utilisé dès les débuts du nouveau gouvernement, Guterres bloquant la nomination de plusieurs ministres aux compétences jugés « insatisfaisantes » par le président.
Ces blocages finissent par provoquer des dissensions au sein de la coalition, seuls les ministères alloués à des membres du CNRT continuant à ne pas être pourvus en ministres, tandis que leurs portefeuilles sont gérés collectivement par les ministres des autres partis de l'AMP. Cette situation se poursuit dix huit mois, ce qui conduit le CNRT à reprocher au Premier ministre de s'en accommoder. Faute d'un déblocage, le parti finit par annoncer son retrait de l'AMP et s'abstient lors du vote du budget, qui échoue le 17 janvier 2020. Confronté à la perte de sa majorité, Taur Matan Ruak présente alors sa démission, le CNRT annonçant son intention de former un gouvernement avec le Khunto, le Parti démocrate (PD), le Frenti-Mudança (FM), l'Union démocratique timoraise (UDT) et le Parti uni pour le développement et la démocratie (PUDD). A la surprise générale, Francisco Guterres demande cependant à Taur Matan Ruak de rester en poste afin de former une nouvelle coalition. Après plusieurs mois de négociations perturbés par l'apparition de la pandémie de Covid-19, — qui conduit notamment le Khunto à effectuer un revirement d'alliance —, le Premier ministre forme un nouveau gouvernement de coalition réunissant le PLP, le KHUNTO, le Fretilin et le PD,.

## Mode de scrutin
Le président de la république démocratique du Timor oriental est élu au scrutin uninominal majoritaire à deux tours pour un mandat de 5 ans, renouvelable une fois. Est élu le candidat qui recueille la majorité absolue des votes valides au premier tour. À défaut, les deux candidats arrivés en tête au premier tour s'affrontent lors d'un second tour, et celui recueillant le plus de voix est déclaré élu.
Son rôle est largement symbolique, même s'il lui est possible de mettre un veto à certaines lois que le parlement ne peut contourner que par un vote à la majorité des deux tiers. À la suite des élections législatives, le président nomme comme Premier ministre le chef du parti majoritaire de la coalition principale. En tant que chef de gouvernement, le Premier ministre préside le Conseil des ministres.

## Résultats
| Candidats                | Candidats                     | Partis                   | Premier tour | Premier tour | Second tour | Second tour |
| Candidats                | Candidats                     | Partis                   | Voix         | %            | Voix        | %           |
| ------------------------ | ----------------------------- | ------------------------ | ------------ | ------------ | ----------- | ----------- |
|                          | José Ramos-Horta              | CNRT                     | 303 477      | 46,56        | 398 028     | 62,10       |
|                          | Francisco Guterres            | Fretilin                 | 144 282      | 22,13        | 242 939     | 37,90       |
|                          | Armanda Berta dos Santos      | KHUNTO                   | 56 690       | 8,70         |             |             |
|                          | Lere Anan Timur               | SE                       | 49 314       | 7,57         |             |             |
|                          | Mariano Sabino Lopes          | PD                       | 47 334       | 7,26         |             |             |
|                          | Anacleto Bento Ferreira       | PDRT                     | 13 205       | 2,03         |             |             |
|                          | Martinho Gusmão               | PUDD                     | 8 598        | 1,32         |             |             |
|                          | Hermes da Rosa Correia Barros | SE                       | 8 030        | 1,23         |             |             |
|                          | Milena Pires                  | SE                       | 5 430        | 0,83         |             |             |
|                          | Isabel da Costa Ferreira      | SE                       | 4 219        | 0,65         |             |             |
|                          | Felizberto Araújo Duarte      | SE                       | 2 709        | 0,42         |             |             |
|                          | Constâncio da Conceção Pinto  | SE                       | 2 520        | 0,39         |             |             |
|                          | Rogério Lobato                | SE                       | 2 058        | 0,32         |             |             |
|                          | Virgílio da Silva Guterres    | SE                       | 1 720        | 0,26         |             |             |
|                          | Antero Benedito Silva         | SE                       | 1 562        | 0,24         |             |             |
|                          | Maria Ângela Freitas da Silva | SE                       | 711          | 0,11         |             |             |
|                          |                               |                          |              |              |             |             |
| Votes valides            | Votes valides                 | Votes valides            | 651 859      | 98,16        | 640 967     | 99,16       |
| Votes blancs et nuls     | Votes blancs et nuls          | Votes blancs et nuls     | 12 247       | 1,84         | 5 422       | 0,84        |
| Total                    | Total                         | Total                    | 664 106      | 100          | 646 389     | 100         |
| Abstention               | Abstention                    | Abstention               | 195 507      | 22,74        | 213 536     | 24,83       |
| Inscrits / participation | Inscrits / participation      | Inscrits / participation | 859 613      | 77,26        | 859 925     | 75,17       |

## Analyse

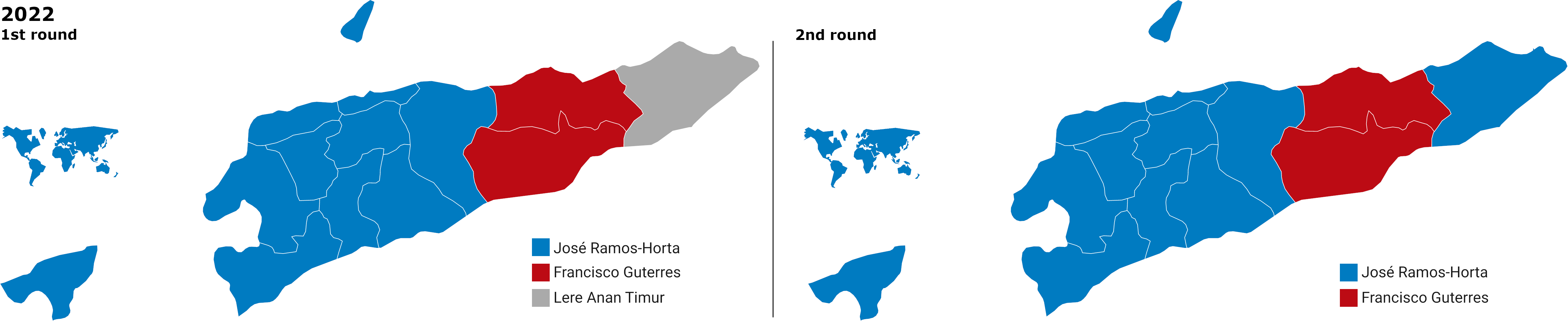
Candidat arrivé en tête par municipalité au premier et second tour.

Arrivé en tête du premier tour, José Ramos-Horta l'emporte largement au second l'opposant au président sortant Francisco Guterres avec plus de 60 % des voix. Le second tour constitue ainsi une réplique exacte de l'élection présidentielle de 2007, qui avait vue Ramos-Horta l'emporter sur Guterres au second tour avec une avance similaire. Co-titulaire du prix Nobel de la paix en 1996 pour son travail sur une solution pacifique à la guerre d'indépendance menée par le Timor contre l'occupant Indonésien, Ramos-Horta n'avait pas été renouvelé dans son mandat, étant arrivé troisième au premier tour de la présidentielle de 2012,.
Âgé en 2022 de 72 ans, Ramos-Horta prend ses fonctions le 20 mai, jour du vingtième anniversaire de l'indépendance du Timor oriental. Très critique de l'utilisation par son prédécesseur du veto présidentiel pour bloquer la nomination de ministres — une pratique qu'il qualifie avant la présidentielle de « violation de la constitution » —, José Ramos-Horta fait part de son intention de soutenir l'action du gouvernement jusqu'à la fin du mandat de la législature, avant les élections législatives est-timoraises de 2023,.